# スティーブ・ディバーグ
スティーブ・ディバーグ（Steven Leroy DeBerg 1954年1月19日- ）はカリフォルニア州オークランド出身の元アメリカンフットボール選手。NFLのクォーターバックとして1978年から1998年までプレイした。彼のキャリアの大部分はバックアップQBとしてジャーニーマンとしてのものであり永年のキャリアにもかかわらず同一チームでのプレイはタンパベイ・バッカニアーズでの64試合が最高に留まった。愛称は悪夢のような状況から何度も返り咲いていることからエルム街の悪夢の登場人物と同じフレディ。

## キャリア
フラートン短期大学を経てサンノゼ州立大学卒業後、1977年ドラフト10巡目でダラス・カウボーイズに指名されて入団したが開幕前のトレーニングキャンプでカットされて、ウェーバーでサンフランシスコ・フォーティナイナーズに加入したがその年は出場機会はなかった。1978年彼は開幕から先発QBとして10試合で1勝9敗と振るわず、11試合目からスコット・ブルに先発の座を奪われた。シーズン全体では12試合に出場し1570パス獲得ヤード、8タッチダウン、22インターセプト、QBレイティング40.0、1勝10敗の成績を残した。。彼の成績と負傷によりビル・ウォルシュを新ヘッドコーチに迎えたチームはドラフトでジョー・モンタナを獲得した。ビル・ウォルシュのウェストコーストオフェンスを最初に行うQBとなったがジョー・モンタナの台頭で彼は先発QBの地位を失うこととなった。その後10年間、彼が移籍していくチームでは次々と似た現象が見られるようになった。デンバー・ブロンコスではジョン・エルウェイの加入、タンパベイ・バッカニアーズではスティーブ・ヤング、ビニー・テスタバーディの加入、カンザスシティ・チーフスではデイブ・クレイグの加入であった。いずれのチームでも先発QBの座を奪われる前にディバーグは堅実な成績を残した。
1979年、彼は当時のNFL記録となる578回のパスを投げて347回成功、3652ヤード、17タッチダウンをあげたが1980年シーズン終了後、ドラフト4巡指名権と引き換えにデンバー・ブロンコスにトレードされクレイグ・モートンの控えとなった。ビル・ウォルシュによれば、ディバーグを控えQBとしてチームに残留させたままでいると、モンタナが頼り切って成長が遅くなると判断しての解雇であったという。
1981年、1982年と平均的なシーズンを送り、1983年には9タッチダウン、7インターセプトと初めてタッチダウン数がインターセプト数を上回りQBレイティングも79.9と自己ベストだったがこの年入団したジョン・エルウェイにポジションを奪われタンパベイ・バッカニアーズへ移籍した。
1982年、クレイグ・モートンが引退したため、エースQBに昇格し、1983年の開幕当初は先発QBを務めたが、シーズン途中からエルウェイに先発の座を奪われ、シーズン終了後の1984年4月24日タンパベイ・バッカニアーズへトレードで移籍した。
1984年、全16試合に出場し（うち13試合に先発出場）、その年のチームの6勝のうち5勝を挙げた。3554ヤードを投げて19タッチダウンをあげたが、1985年、USFLからスティーブ・ヤングが加入しディバーグは2488ヤード、19タッチダウン、18インターセプトの成績であった。1986年、サンフランシスコ・フォーティナイナーズとの開幕戦で7インターセプトを喫しベンチに下げられた。この年彼はわずか610ヤード、5タッチダウン、12インターセプトの成績に終わった。1987年、チームに将来を担うことが期待されるビニー・テスタバーディが加入するとヤングはトレードされ、ディバーグはテスタバーディと8試合ずつ先発を分け合った。
1989年、34歳となった彼はカンザスシティ・チーフスに加入、この年ビル・ケニーからシーズン途中ポジションを奪い、2935ヤードを投げて16タッチダウン、16インターセプトの成績をあげた。チームは4勝11敗1分でジョー・ガンツヘッドコーチは解任されマーティ・ショッテンハイマーが新ヘッドコーチとなった。
1990年チームはクリスチャン・オコイエ、バリー・ワードらによるパワーランを中心とした攻撃を展開し、ロン・ジャウォースキーとのポジション争いに勝った彼は効果的なプレイアクションパスを投げた。これまで弱小チームのQBとして先発出場しチーム状況が上向いて来たところで前述のQBにポジションを奪われて放出され続けてきた彼は1989年までは先発出場して30勝70敗1分の成績しか残せなかったがカンザスシティ・チーフスに移籍後の3年目のシーズンである1990年は3,444ヤード獲得、23タッチダウンパス、444回のパス試投に対してインターセプトはわずか4回でありQBレーティングは96.3の活躍を見せチームは11勝5敗の好成績をあげてプレーオフにチームを導いた。この年彼はNFLの被インターセプト率シーズン記録を塗り替えた。1991年も2965ヤード、17タッチダウン、14インターセプトの成績を残したがシーズン最終戦、マーク・ブラシックに先発の座を奪われ、さらにシーズン終了後より若いデイブ・クレイグが加入した。
1992年1月、ニューヨーク・ジェッツのパット・リーヒーが引退すると彼はNFLの現役選手中最高齢となった。プランBでタンパベイ・バッカニアーズに復帰した彼はビニー・テスタバーディの控えとなったが1993年シーズン途中にダン・マリーノがシーズン絶望となったマイアミ・ドルフィンズにスコット・ミッチェルの控えとして加入した。ドルフィンズに加入後、ミッチェルも負傷し彼はこの年4試合で先発QBを務めた。
1995年、1996年とニューヨーク・ジャイアンツのダン・リーブスヘッドコーチの下でコーチングスタッフを務めた。リーブスがジャイアンツを解任された後、1998年リーブスがヘッドコーチとなったアトランタ・ファルコンズのトレーニングキャンプに参加した彼は3歳の息子を亡くしたマーク・リッピンの代わりにクリス・チャンドラーの控えQBとなり10月25日のニューヨーク・ジェッツ戦では44歳での先発QBとしての出場というNFL記録を更新したがパス20回中9回の成功に終わりチームは3-28で敗れた。この年チームは第33回スーパーボウルに進出しデンバー・ブロンコスに敗れたが45歳にして彼はスーパーボウルに出場こそしなかったもののロースターに名前が載った史上最高齢の選手となった。
ディバーグはパス獲得ヤードで通算34,000ヤード以上の成績を残し、パス試投、パス成功、パス獲得ヤードのいずれもNFL史上ベスト20に入っている。獲得ヤード数ではスティーブ・ヤング、トロイ・エイクマンを上回り、タッチダウン数ではジョー・ネイマス、ケン・ステイブラーを上回り、パス成功率ではボブ・グリーシー、テリー・ブラッドショーを上回っている。

## 現役引退後
2004年にアリーナ・フットボール・リーグのインディアナ・ファイアーバーヅのヘッドコーチに就任し5試合の指揮を執ったがその間の成績は0勝5敗と振るわなかった。その後タンパベイ・ストームのアシスタントコーチに就任した。現在彼はフットボール・ユニバーシティーキャンプのコーチをしている。

## 年度別成績
| 年度   | チーム | 試合 | 試合 | 試合              | パス      | パス      | パス      | パス        | パス             | パス | パス | パス     | ラン          | ラン      | ラン        | ラン             | 被サック | 被サック | 被サック      | ファンブル | ファンブル    |
| 年度   | チーム | 出場 | 先発 | 先発出場 試合勝敗 | 成功 回数 | 試投 回数 | 成功 確率 | 獲得 ヤード | 平均 獲得 ヤード | TD   | Int  | 最長パス | レイテ ィング | 試行 回数 | 獲得 ヤード | 平均 獲得 ヤード | TD       | 回数     | ロスト ヤード | 回数       | ロスト ヤード |
| ------ | ------ | ---- | ---- | ----------------- | --------- | --------- | --------- | ----------- | ---------------- | ---- | ---- | -------- | ------------- | --------- | ----------- | ---------------- | -------- | -------- | ------------- | ---------- | ------------- |
| 1978   | SF     | 12   | 11   | 1–10              | 137       | 302       | 45.4      | 1,570       | 5.2              | 8    | 22   | 58       | 40.0          | 15        | 20          | 1.3              | 1        | 17       | 156           | 9          | -5            |
| 1979   | SF     | 16   | 15   | 2–13              | 347       | 578       | 60.0      | 3,652       | 6.3              | 17   | 21   | 50       | 73.1          | 17        | 10          | 0.6              | 0        | 17       | 119           | 6          | -17           |
| 1980   | SF     | 11   | 9    | 4−5               | 186       | 321       | 57.9      | 1,998       | 6.2              | 12   | 17   | 93       | 66.7          | 6         | 4           | 0.7              | 0        | 14       | 114           | 4          | -6            |
| 1981   | DEN    | 14   | 1    | 0−1               | 64        | 108       | 59.3      | 797         | 7.4              | 6    | 6    | 44       | 77.6          | 9         | 40          | 4.4              | 0        | 7        | 67            | 2          | 0             |
| 1982   | DEN    | 9    | 5    | 1−4               | 131       | 223       | 58.7      | 1,405       | 6.3              | 7    | 11   | 51       | 67.2          | 8         | 27          | 3.4              | 1        | 16       | 130           | 4          | 0             |
| 1983   | DEN    | 10   | 5    | 4−1               | 119       | 215       | 55.3      | 1,617       | 7.5              | 9    | 7    | 54       | 79.9          | 13        | 28          | 2.2              | 1        | 25       | 201           | 5          | 0             |
| 1984   | TB     | 16   | 13   | 5−8               | 308       | 509       | 60.5      | 3,554       | 7.0              | 19   | 18   | 55       | 79.3          | 28        | 59          | 2.1              | 2        | 35       | 308           | 15         | -8            |
| 1985   | TB     | 11   | 11   | 1−10              | 197       | 370       | 53.2      | 2,488       | 6.7              | 19   | 18   | 57       | 71.3          | 9         | 28          | 3.1              | 0        | 19       | 143           | 3          | 0             |
| 1986   | TB     | 16   | 2    | 0−2               | 50        | 96        | 52.1      | 610         | 6.4              | 5    | 12   | 45       | 49.7          | 2         | 1           | 0.5              | 1        | 9        | 68            | 2          | -5            |
| 1987   | TB     | 12   | 8    | 2−6               | 159       | 275       | 57.8      | 1,891       | 6.9              | 14   | 7    | 64       | 85.3          | 8         | -8          | -1.0             | 0        | 20       | 185           | 7          | -2            |
| 1988   | KC     | 13   | 11   | 4−6–1             | 224       | 414       | 54.1      | 2,935       | 7.1              | 16   | 16   | 80       | 73.5          | 18        | 30          | 1.7              | 1        | 30       | 246           | 1          | 0             |
| 1989   | KC     | 12   | 10   | 6–4               | 196       | 324       | 60.5      | 2,529       | 7.8              | 11   | 16   | 50       | 75.8          | 14        | -8          | -0.6             | 0        | 14       | 111           | 4          | -26           |
| 1990   | KC     | 16   | 16   | 11–5              | 258       | 444       | 58.1      | 3,444       | 7.8              | 23   | 4    | 90       | 96.3          | 21        | -5          | -0.2             | 0        | 22       | 191           | 9          | -31           |
| 1991   | KC     | 16   | 15   | 10–5              | 256       | 434       | 59.0      | 2,965       | 6.8              | 17   | 14   | 63       | 79.3          | 21        | -15         | -0.7             | 0        | 19       | 161           | 6          | -19           |
| 1992   | TB     | 6    | 2    | 0–2               | 76        | 125       | 60.8      | 710         | 5.7              | 3    | 4    | 28       | 71.1          | 3         | 3           | 1.0              | 0        | 8        | 66            | 2          | -7            |
| 1993   | TB     | 3    | 1    | 0–1               | 23        | 39        | 59.0      | 186         | 4.8              | 1    | 3    | 24       | 47.6          | 0         | 0           | 0                | 0        | 3        | 27            | 1          | 0             |
| 1993   | MIA    | 5    | 4    | 2–2               | 113       | 188       | 60.1      | 1,521       | 8.1              | 6    | 7    | 47       | 81.0          | 4         | -4          | -1.0             | 0        | 15       | 116           | 1          | 0             |
| 1998   | ATL    | 8    | 1    | 0–1               | 30        | 59        | 50.8      | 369         | 6.3              | 3    | 1    | 35       | 80.4          | 8         | -10         | -1.3             | 0        | 6        | 60            | 2          | 0             |
| Career | Career | 206  | 140  | 53–86–1           | 2,874     | 5,024     | 57.2      | 34,241      | 6.8              | 196  | 204  | 93       | 74.2          | 204       | 200         | 1.0              | 7        | 296      | 2469          | 83         | -126          |

- 太字は自身最高記録
- ■はリーグ最高記録

## エピソード
- 1979年NFLパス試投数、パス成功数トップ
- NFL歴代2位タイの1試合被インターセプト 7 （バッカニアーズ在籍時の1986年9月7日、サンフランシスコ・フォーティナイナーズ戦）[10]
- 1990年NFL被インターセプト率ベストQB[10]
- 233回連続インターセプトなし[2]
- ケン・オブライエンと並んでプレイアクションパスの名手としてブーマー・アサイアソンなどに評価されていた[11]。ペイトン・マニングは彼のプレイアクションパスの映像見て学んでいる[1]。またハットコールも巧みでロサンゼルス・レイダースのディフェンスに対して1試合に4回オフサイドの反則を誘発させたこともある[3]。